# 扎洛濟
50°11′0″N 23°56′22″E / 50.18333°N 23.93944°E
扎洛濟（烏克蘭語：Залози），是烏克蘭西部的村莊，隸屬利維夫州的利維夫區。該村面積6.37平方公里，2001年該村落人口298，人口密度每平方公里46.81人。